# 2633 Бішоп
2633 Бішоп (2633 Bishop) — астероїд головного поясу, відкритий 24 листопада 1981 року.
Тіссеранів параметр щодо Юпітера — 3,632.